# Gilera 500 Vierzylinder

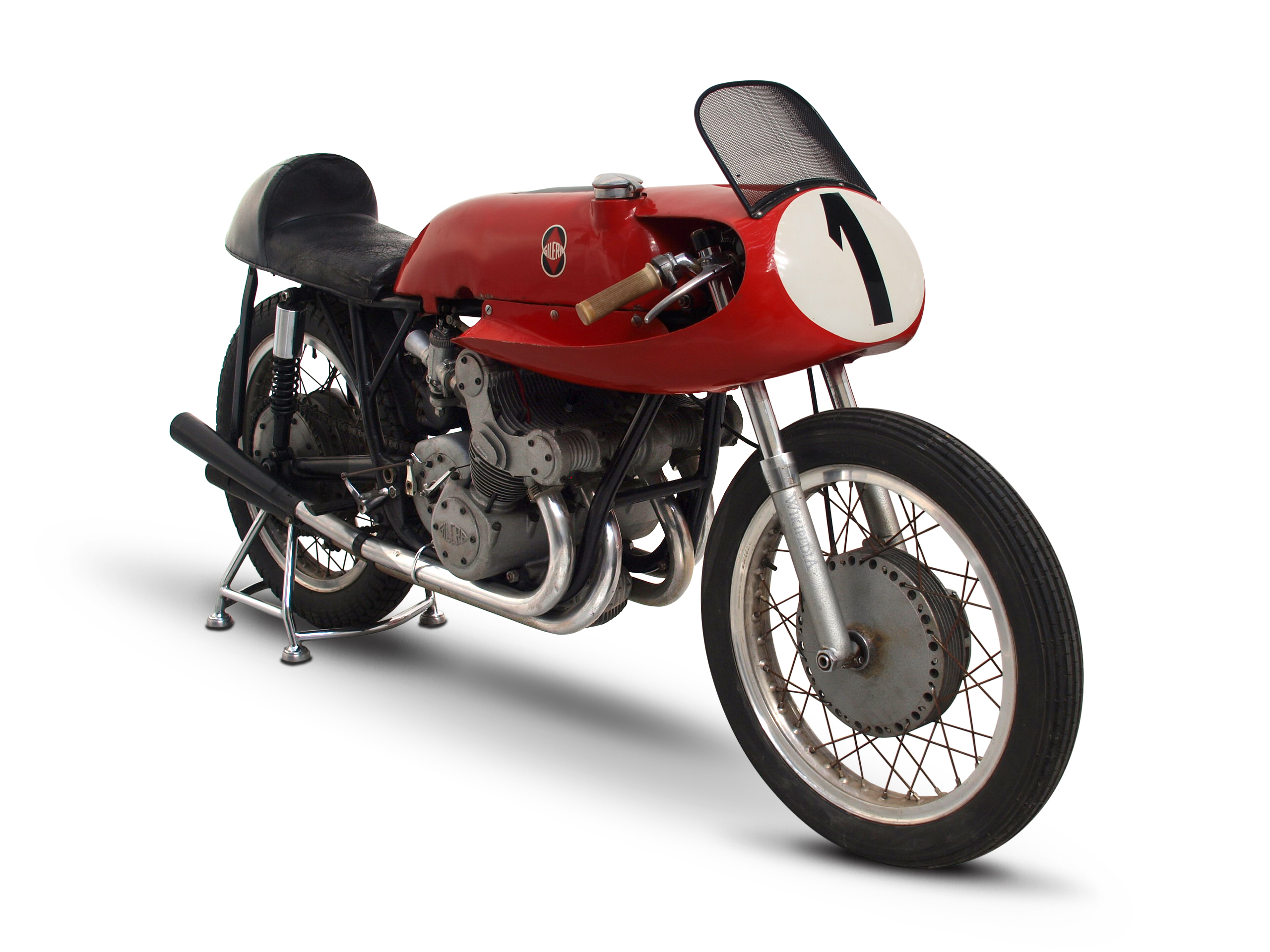
Eine Gilera 500 4C mit „Birds-beak-fairing“. Diese „Vogelschnabel“-Verkleidung kam auf langsameren Strecken zum Einsatz

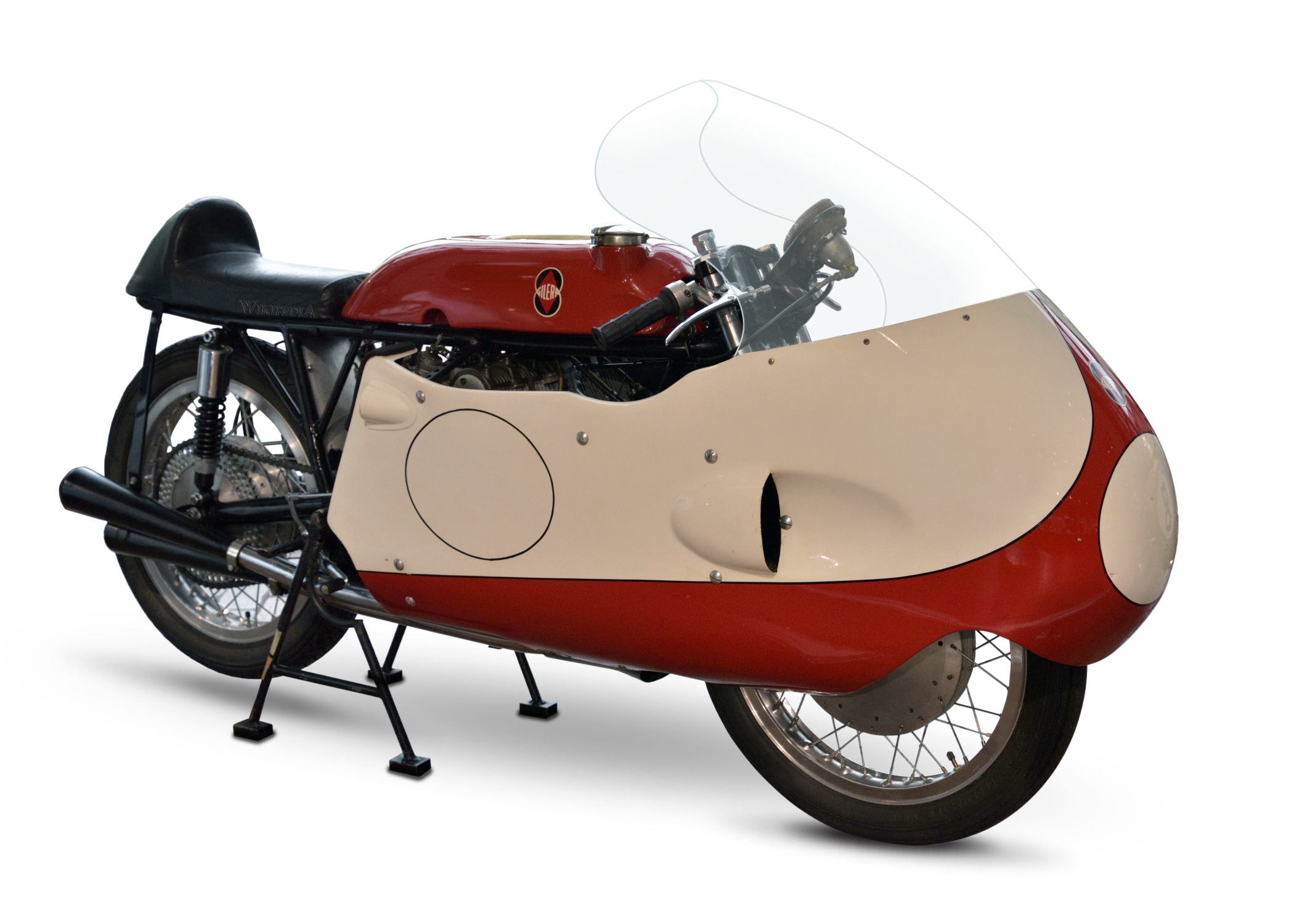
Im Gegensatz dazu, die ab der Saison 1958 verbotene „All enveloping dustbin fairing“ für optimale Aerodynamik auf Hochgeschwindigkeitskursen

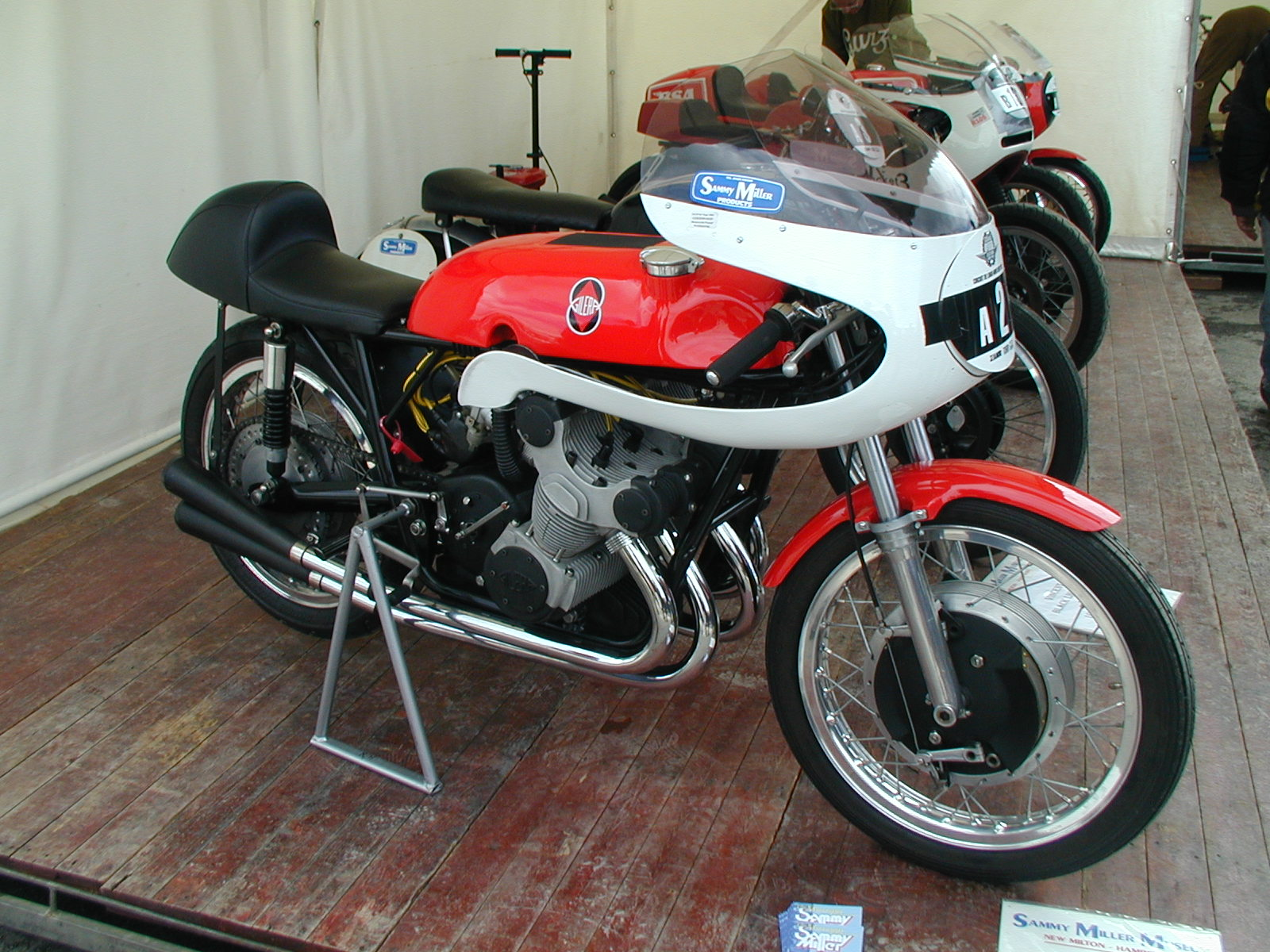
Gilera 500 Vierzylinder (1957)
Sammlung Sammy Miller

Die Gilera 500 Vierzylinder war ein Rennmotorrad des italienischen Herstellers Gilera, das von 1949 bis 1964 erfolgreich in der höchsten Klasse der FIM zur Motorrad-Weltmeisterschaft eingesetzt wurde. Der von Gilera quer eingebaute Vierzylindermotor gilt als Vorbild aller Serien-Vierzylindermotoren im Motorradbau.

## Anfänge

### OPRA, GBR und C.N.A.
Der Vorläufer aller quer eingebauten Vierzylinder ging 1923 von einer Initiative der italienischen Ingenieure Piero Remor und Carlo Gianini aus. Der als Rennmotor entwickelte Prototyp hatte einen Hubraum von 490 cm³ bei einer Bohrung von 51 und einem Hub von 60 mm, zwei Ventile je Zylinder und eine obenliegende Nockenwelle, die von Zahnrädern angetrieben wurde. Der Motorsportenthusiast Graf Giovanni Bonmartini gründete 1926 mit den beiden Konstrukteuren die Firma OPRA (Officine di Precisione Romane Automobilistiche). Der Motor sollte als Antrieb für ein Rennmotorrad, das zunächst den Namen der Firmengründer GRB (Gianini-Remor-Bonmartini) trug, dienen. 1928 leistet der Motor 28 PS (21 kW) bei 6.000 min−1, eine wassergekühlte Version 32 PS (24 kW) bei 6.500 min−1. In finanzielle Schwierigkeiten geraten, wurde das Projekt OPRA von der ebenfalls im Besitz des Grafen Bonmartini befindlichen C.N.A. (Compagnia Nazionale Aeronautica) übernommen.

### Rondine
1934 wurde eine völlig neue Motorversion unter Leitung des technischen Direktors der C.N.A., Carlo Gianini, entwickelt. Piero Remor und Piero Taruffi waren ebenfalls an der Konstruktion beteiligt. Der Vierzylindermotor mit Wasserkühlung, im Winkel von 45 Grad nach vorn im Motorradrahmen eingebaut, verfügte über Trockensumpfschmierung, zwei obenliegende Nockenwellen über Stirnräder betätigt sowie ein Roots-Gebläse zur Motoraufladung. Dieser Motor, in das Rennmotorrad mit dem Namen „Rondine“ (deutsch: Schwalbe) eingebaut, leistete anfangs 75, später über 90 PS bei 9.000/min. 1935 siegte Taruffi erstmals mit der „Rondine“ beim Europameisterschaftslauf, dem Großen Preis von Tripolis, auf dem Kurs Autodromo della Mellaha, mit einer Durchschnittsgeschwindigkeit von 158,9 km/h. Dass die Rondine das Potential zur absoluten Weltrekordmaschine hatte, bewies Taruffi auf der Autostrada Firenze-Mare, indem er 1935 den fliegenden Kilometer in 244 km/h durchfuhr. – Das bedeutete einen neuen Geschwindigkeitsrekord in der Klasse bis 500 cm³; den absoluten Rekord hielt Ernst Jakob Henne mit 256,046 km/h auf BMW WR 750.

„Dieser erste Vierzylinder-Rennmotor – quer zur Fahrtrichtung und 45 Grad nach vorn geneigt eingebaut – ist der Stammvater aller modernen Four-Modelle.“

### Gilera-Rondine
Nachdem der Graf (nach einem Unfall) Ende 1935 die Firma C.N.A. an Giovanni Battista Caproni verkauft hatte und dieser durch seine Luftfahrtambitionen kein echtes Interesse an der Motorrad-Sparte zeigte, fädelte Taruffi 1936 den Weiterverkauf ein. Der neue Besitzer der Vierzylinder wurde Giuseppe Gilera, der stets ein Interesse am Motorsport hatte. Dadurch wurde aus der Rondine die „Gilera Rondine“, die (vollverkleidet) durch den Geschwindigkeitsrekord für Motorräder am 21. Oktober 1937 mit 274,181 km/h über den fliegenden Kilometer (mit Piero Taruffi als Fahrer) berühmt wurde. 1939 wurde Dorino Serafini auf der (unverkleideten) Vierzylinder-Gilera gegen die starke Konkurrenz der BMW 500 Kompressor Motorrad-Europameister in der Klasse bis 500 cm³; die Gilera 500 Vierzylinder galt damit als das schnellste Rennmotorrad der Welt.

## Neukonstruktion

### Weltmeisterschaft

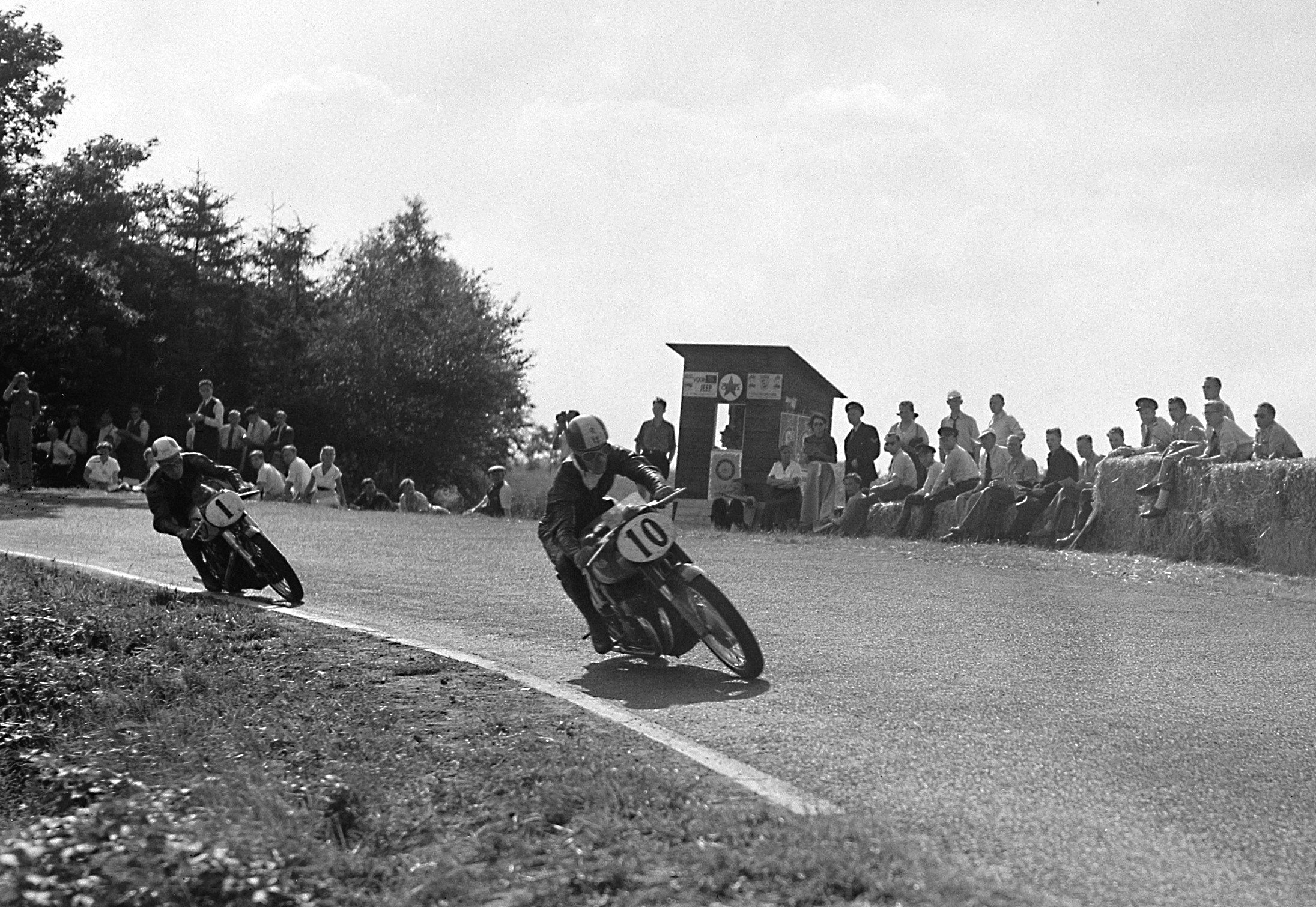
500-cm³-Klasse: Der spätere Sieger Umberto Masetti (Gilera #10) vor Geoff Duke, TT Assen (1952)

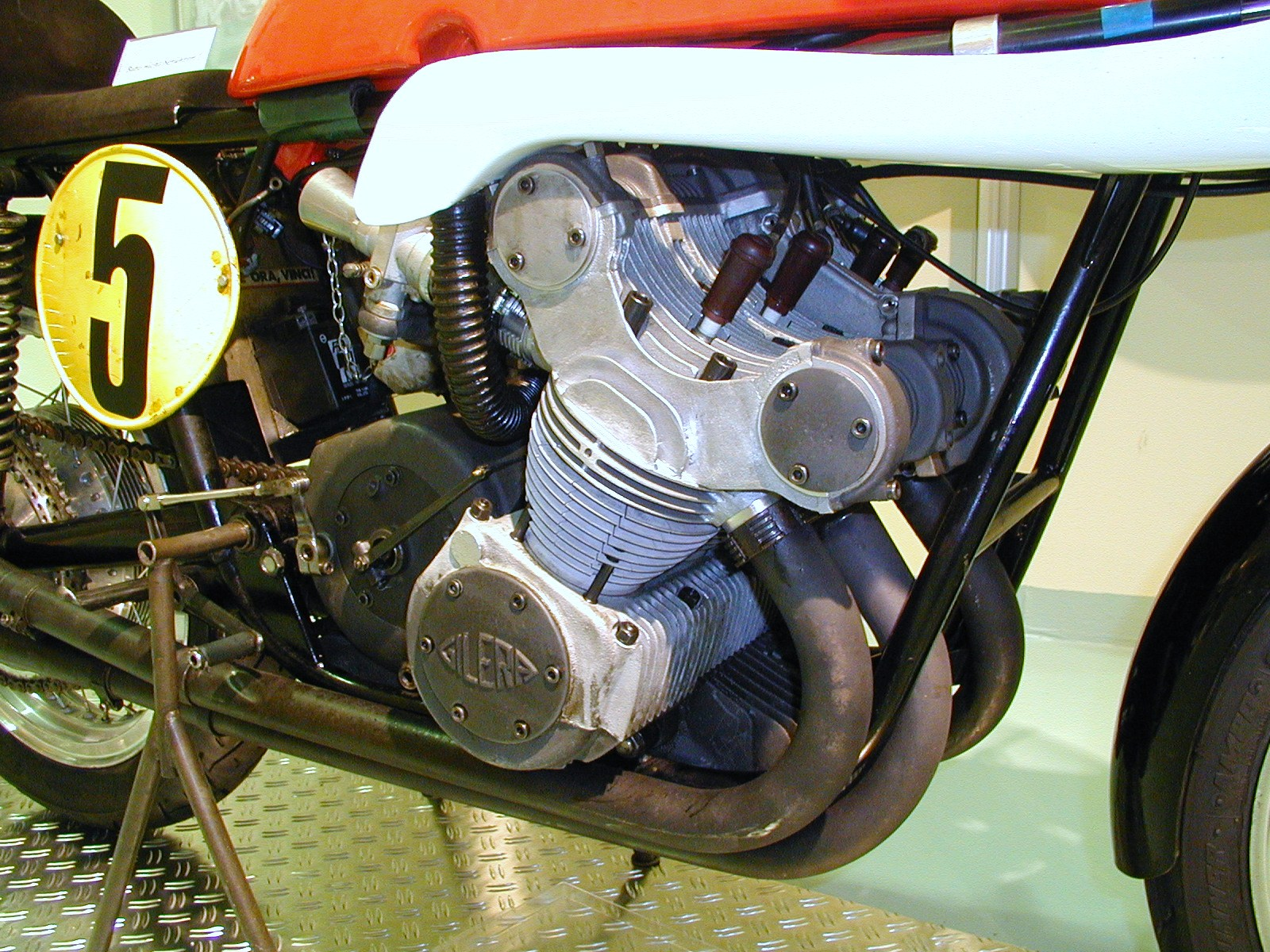
Vierzylinder-Motor der Gilera (1957)

Nach dem Zweiten Weltkrieg wurde von der FIM die Benutzung aufgeladener Motoren für den internationalen Rennsport untersagt, sodass der Vierzylinder überarbeitet werden musste. Piero Remor (er wechselte Ende 1949 zu MV Agusta) nutzte die Erfahrungen der Vorkriegsmaschine und konstruierte einen luftgekühlten Vierzylinder-Motor mit zwei obenliegenden Nockenwellen, der im Motorradrahmen 30 Grad nach vorne geneigt, eingebaut wurde. Die ersten Rennmotorräder wurden mit Trapezgabel als Vorderradführung sowie Reibungsdämpfer am Hinterrad ausgeliefert; ab der Saison 1951 mit Teleskopgabel vorn und zwei Federbeine hinten. Der Radstand der 20-Zoll-bereiften Maschine betrug 1490 mm. 1954 erfolgte eine Motorüberarbeitung sowie die Ausstattung mit Fünfgang-Getriebe und 1955 wurde die Gilera mit einer Aluminiumvollverkleidung ausgerüstet. 1956 wurde das Motorrad mit 19-Zoll-Reifen bestückt, hatte einen Radstand von 1450 mm sowie 200 mm Duoduplex-Trommelbremsen.
1949, gleich bei der ersten Weltmeisterschaft, wurde Nello Pagani mit der Viergang-Gilera Vizeweltmeister der 500 cm³-Klasse, 1950 wurde Umberto Masetti Weltmeister, 1952 wurde nochmals Umberto Masetti Weltmeister, im gleichen Jahr gewann Gilera die Konstruktionswertung. Geoff Duke holte von 1953 bis 1955 dreimal in Folge für Gilera den Weltmeistertitel in der Königsklasse; 1956 hatte er durch einen schweren Sturz ein Handicap und konnte seinen Titel nicht verteidigen. 1957 wurde nochmals Libero Liberati auf Gilera Weltmeister. 1957 fuhr Bob McIntyre auf der Isle of Man TT mit der Gilera als Erster die Strecke mit einem Durchschnitt von mehr als 100 Meilen pro Stunde.
Am Ende des Jahres 1957 zog sich Gilera wie Moto Guzzi und Mondial offiziell vom Rennsport zurück. Damit begann die Ära von MV Agusta, die nicht nur die Konstrukteure von Gilera übernahm, sondern das Konzept weiterentwickelte und damit die Richtigkeit der Konstruktion von Vierzylinder-Motoren bestätigte. 1963 gewann John Hartle das letzte Rennen auf einer Gilera 500 Vierzylinder, nachdem Geoff Duke in diesem Jahr seinen privaten Rennstall (Scuderia Duke) gründete und das Gilera-Material übernahm. 1964 errang der Argentinier Benedicto Caldarella auf Gilera in Monza noch einen zweiten Platz und fuhr die schnellste Rennrunde. Damit endete nach 15 Jahren und 34 WM-Siegen die internationale Ära der Gilera 500 Vierzylinder.

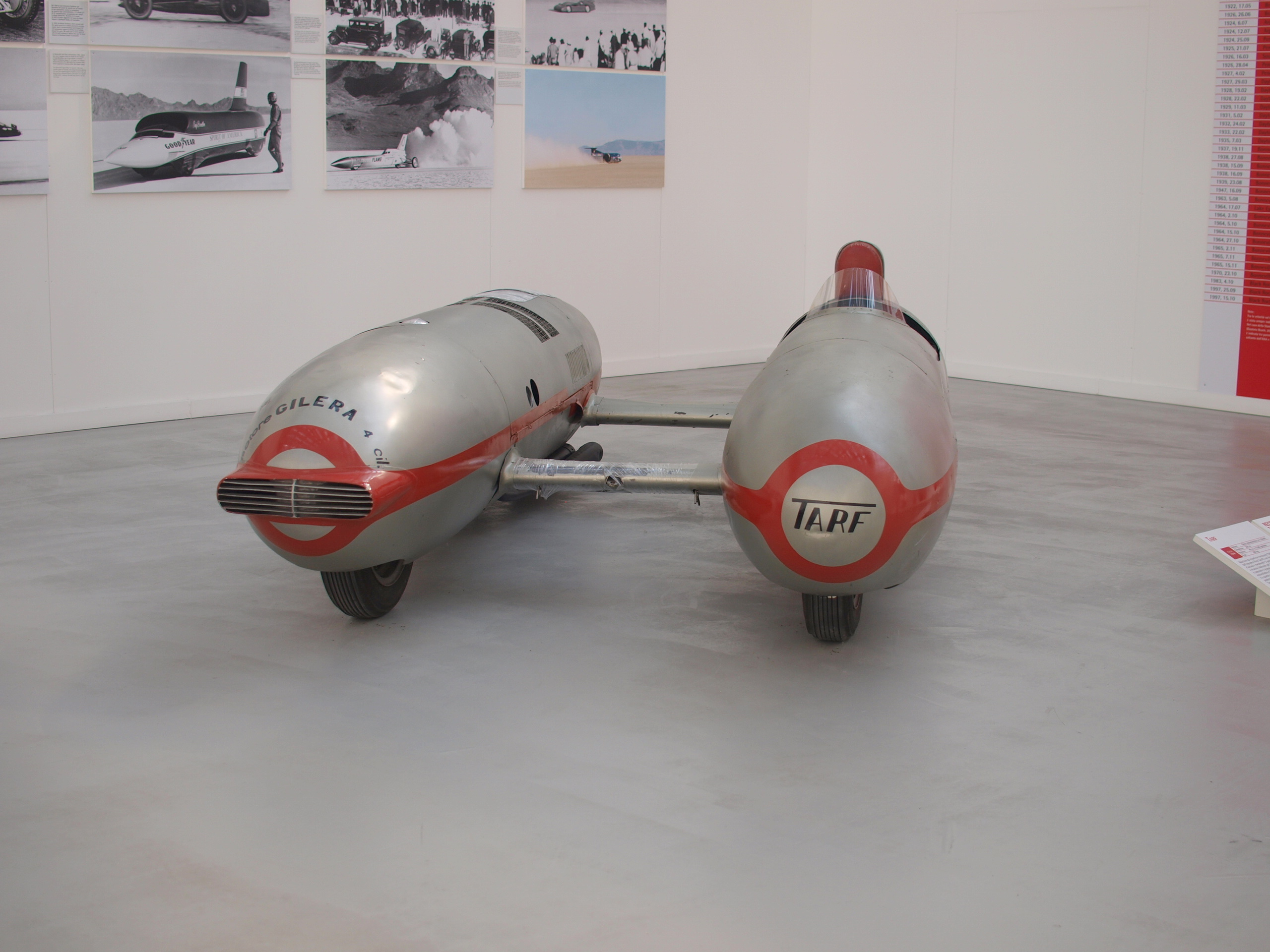
Tarf-Gilera

|                       | 1948–1951                    | 1954                          | 1956–1963                     |
| --------------------- | ---------------------------- | ----------------------------- | ----------------------------- |
| Bohrung × Hub         | 52 × 58 mm                   | 52 × 58,8 mm                  | 52 × 58,8 mm                  |
| Hubraum               | 492,69 cm³                   | 499,49 cm³                    | 499,49 cm³                    |
| Verdichtung           | 10 : 1                       |                               | 13 : 1                        |
| Leistung              | 50 PS (36,8 kW) bei 9100/min | 65 PS (47,8 kW) bei 10400/min | 70 PS (51,5 kW) bei 10500/min |
| Gewicht               | 125 kg                       |                               | 150 kg                        |
| Höchstgeschwindigkeit | 205 km/h                     | 240 km/h                      | 260 km/h                      |

### Gespannmotor und Tarf
Der Motor der Vierzylinder-Gilera wurde auch erfolgreich für Weltmeisterschaftsläufe der Gespanne eingesetzt. Acht Siege in der Gespannklasse, sowie vier Vizeweltmeisterschaften von 1949 bis 1952 (dreimal Ercole Frigerio und einmal Albino Milani), zeigten das Potential des Motors. 1954 wurde der Gilera Vierzylinder von Piero Taruffi für das Rekordfahrzeug Tarf verwendet. Der Schweizer Florian Camathias gewann 1964 zum letzten Mal ein Gespannrennen mit einem Gilera Vierzylindermotor.